# Out of Time (canção de Blur)
"Out of Time" é uma canção escrita por Damon Albarn, Alex James e Dave Rowntree e gravada pela banda Blur.
É o primeiro single do sétimo álbum de estúdio da banda, Think Tank, lançado a 5 de Maio de 2003.

## Paradas
| Paradas (2003)                 | Posições |
| ------------------------------ | -------- |
| Reino Unido - UK Singles Chart | 5        |
| Suíça - Schweizer Hitparade    | 97       |
| Suécia - Sverigetopplistan     | 19       |